# Atari Centipede Hardware
Atari Centipede Hardware es una Placa de arcade creada por Atari destinada a los salones arcade.

## Descripción
El Atari Centipede Hardware fue lanzada por Atari en 1980.
El sistema tenía un procesador 6502 trabajando a una velocidad de 1.512 MHz, y uno o dos chips de sonido (dependiendo del título) Pokey a 1.512 MHz.
En esta placa funcionaron 5 títulos.

## Especificaciones técnicas

### Procesador
- 6502 a una velocidad de 1.512 MHz

### Audio
Chips de sonido:
- 1 o 2 Pokey a 1.512 MHz (depende del juego)

### Video
Resolución 256x240 pixeles

## Lista de videojuegos
- Centipede
- Maze Invaders
- Millipede
- Tube Chase / Tunnel Hunt / Vertigo
- Warlords